# باول هلبرن
باول هلبرن (بالإنجليزية: Paul Halpern)‏ هو مؤلف وفيزيائي أمريكي، ولد في 15 يناير 1961 في فيلادلفيا في الولايات المتحدة.

## وصلات خارجية
- الموقع الرسمي
- باول هلبرن على موقع IMDb (الإنجليزية)